# Pohang Steelers
FC Pohang Steelers is een in 1973 opgerichte Zuid-Koreaanse professionele voetbalclub uit Pohang. De club speelt zijn thuiswedstrijden in het in 1990 in gebruik genomen Steelyard Stadium. Het is het enige stadion in Zuid-Korea dat gebouwd is door een Zuid-Koreaanse voetbalclub, dat alleen maar gebruikt wordt om er in te voetballen.

## Geschiedenis
Sinds 1973 heeft Pohang Steelers vele naamswijzigingen ondergaan: van POSCO in 1973 (opgericht onder deze naam door eigenaar van de Pohang Iron and Steel Company), POSCO Dolphins in 1984 (de club ging professioneel voetbal spelen), POSCO Atoms (1985), Pohang Atoms in 1995 (om een betere vriendschappelijkere band te kweken met de lokale bevolking van Pohang), en uiteindelijk naar de huidige naam Pohang Steelers in 1997. Sindsdien speelt de club onder deze naam zijn wedstrijden.
Competitie
In 1986 werd Pohang Steelers voor het eerst in zijn bestaan landskampioen. Verder bleef de club 13 jaar lang (1985-1998) in de top 4 van de K-League, de nationale voetbalcompetitie. Het was hierdoor een van de beste voetbalclubs in Zuid-Korea. Sinds 2000 raakte de club in een vrije val maar hij krabbelde weer terug omhoog door het eerste deel van de competitie in 2004 te winnen. Pohang Steelers kwalificeerde zich daarna voor de finale maar verloor door strafschoppen met 4-3 van Suwon Samsung Bluewings.
Bekertoernooi
De nationale FA Cup werd in 1996 en in 2008 gewonnen. In 2001, 2002 en 2007 werd de finale bereikt.
Internationaal
Pohang Steelers is de enige Zuid-Koreaanse voetbalclub die driemaal de AFC Champions League heeft gewonnen, namelijk in 1997, 1998 (toen nog het Aziatisch kampioenschap voor landskampioenen) en 2009.

## Erelijst
Nationaal
- K League 1: 1986, 1988, 1992, 2007, 2013
- Korea Football League/National League: 1975 Lente, 1981 Herfst, 1982, 1986 Herfst, 1988 Herfst
- Beker van Zuid-Korea: 1996, 2008, 2012, 2013, 2023, 2024
- K-League Cup: 1993, 2009
- Korean National Football Championship: 1977, 1985
- Korean President's Cup National Football Tournament: 1974

Internationaal
- Aziatisch kampioenschap voor landskampioenen/AFC Champions League: 1997, 1998, 2009

## Bekende (oud-)spelers
- Ha Seok-ju
- Hong Myung-Bo
- Hwang Sun-hong
- Jeon Kyung-joon
- Lee Dong-gook
- Denilson
- Marcus Nilsson

FC Anyang
Daegu FC
Daejeon Hana Citizen · 
Gangwon FC · 
Gimcheon Sangmu FC · 
Gwangju FC · 
Jeju SK ·
Jeonbuk Hyundai Motors · 
Pohang Steelers ··
FC Seoul · 
Suwon FC ·
Ulsan HD